# Joaquim de Nossa Senhora da Nazaré
Joaquim de Oliveira e Abreu, D. Frei Joaquim de Nossa Senhora de Nazaré O.F.M. (Nazaré, Nazaré, 12 de Maio de 1775 - Maranhão, 31 de Agosto de 1851), religioso franciscano da província da Arrábida.

## Biografia
Em 17 de Dezembro de 1811, foi nomeado prelado do Moçambique e em 4 de setembro de 1815, apontado como bispo-titular de Leontópolis na Bitínia, sendo consagrado em 3 de novembro de 1816 por Dom José Caetano da Silva Coutinho, bispo de São Sebastião do Rio de Janeiro, tendo como co-consagrantes a Dom Antônio de São José Bastos, O.S.B., bispo de Olinda e Dom Bartolomeu dos Mártires de Maia, O.C.D., bispo de São Tomé.
Em 31 de Outubro de 1818 foi eleito bispo do Maranhão, sendo confirmado em 23 de Agosto de 1819 e, em 3 de Maio de 1824, foi transferido para a diocese de Coimbra, pelo facto de não ter querido aderir à independência do Brasil.
Foi par do Reino a seguir à Carta Constitucional de 1826, mas, em 1828, viria a aderir ao golpe de Estado de D. Miguel, cuja causa miguelista defenderia ao longo da sua vida de forma inequívoca.
A seguir à Convenção de Évora Monte, foi preso em Lisboa, onde se manteve algum tempo, até que deixou definitivamente o país em direcção a Londres e posteriormente ao Maranhão, onde faleceu em 31 de Agosto de 1851.
Além das cartas pastorais como por exemplo a "Pastoral de 25 de Outubro de 1824", a "Pastoral de 12 de Maio de 1826" e a "Pastoral de 31 de Agosto de 1824", escreveu ainda uma tradução do Novo Testamento, conforme a vulgata latina, traduzido em português e anotado; o texto latino acompanhava a versão.
No Conimbricense, surgem vários artigos da autoria de Joaquim Martins de Carvalho e que abordam não só o cisma na diocese de Coimbra, mas também de outros temas relacionados com a crise da Igreja em Portugal no século XIX. como a extinção das ordens religiosas, o caso da isenção dos Crúzios, etc.